# Enkidu

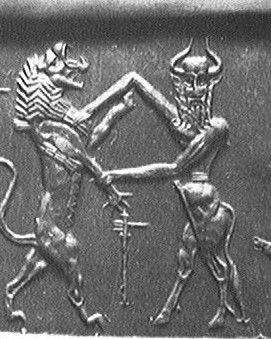
(Có thể là) Enkidu trong hình dạng nhân ngưu, chiến đấu với sư tử. Con dấu của Đế chế Akkad, vào khoảng năm 2200 trước Công nguyên.

Enkidu (𒂗𒆠𒆕 EN. KI. DU 3, "Tạo vật của Enki "), trước đây bị đọc sai thành Eabani, là một nhân vật trung tâm trong Sử thi Gilgamesh ở Cận Đông cổ đại. Enkidu được nữ thần sáng tạo Aruru tạo ra từ đất sét và nước để giúp người dân Uruk chống lại sự áp bức của bạo chúa Gilgamesh.
Trong sử thi, ông là một người hoang dã, sống giữa thiên nhiên cùng với các loài động vật và không biết gì về xã hội loài người cho đến khi bị cám dỗ bởi Shamhat. Có ý kiến cho rằng ông có thể là hình tượng "nhân ngưu" được thể hiện trong nghệ thuật Lưỡng Hà, có đầu, cánh tay và cơ thể của một người đàn ông, và sừng, tai, đuôi và chân của một con bò đực. Sau khi tiếp xúc với con người và cách sống văn minh, Enkidu đến Uruk và thách đấu với Gilgamesh. Hai người tỏ ra ngang tài ngang sức và kết làm bạn bè. Enkidu trở thành người bạn thân thiết của Gilgamesh, cùng đồng hành với vị vua trong những cuộc phiêu lưu cho đến khi ông mắc bệnh và qua đời. Nỗi đau sâu sắc trước sự ra đi của Enkidu đã khiến cho Gilgamesh lên đường đi tìm kiếm bí mật về cuộc sống vĩnh cửu để thoát khỏi cái chết.
Một số quan điểm hiện đại cho rằng Gilgamesh và Enkidu có mối quan hệ đồng tính luyến ái.

## Thần thoại

### Các bài thơ Sumer
Năm bài thơ kể về những chiến công thần thoại của Gilgamesh hiện còn tồn tại cho đến nay, một số trong đó có sự xuất hiện của Enkidu. Sớm nhất trong số này có lẽ là bài thơ Gilgamesh, Enkidu và Thế giới cõi âm. Trong đó, Enkidu tình nguyện xuống Địa ngục để đi tìm mikku và pikku, phần thưởng của nữ thần Inanna mà Gilgamesh đã đánh mất, nhưng ông vi phạm luật lệ dưới Địa ngục và phải ở lại đó. Đoạn tiếp theo nói về việc Enkidu kể cho Gilgamesh về nỗi thảm đạm ở Địa ngục.
Bài thơ Gilgamesh và Huwawa nói về Gilgamesh và người hầu Enkidu, với sự giúp đỡ của năm mươi chiến binh từ Uruk, đánh bại Huwawa, quái vật canh gác Rừng tuyết tùng. Trong Gilgamesh và Thiên ngưu, Gilgamesh và Enkidu giết chết Thiên ngưu do nữ thần Inanna phái xuống để tấn công họ. Một bài thơ được gọi là Cái chết của Gilgamesh không được bảo quản đầy đủ, dường như mô tả một lễ quốc tang, có thể nói về đám tang của Gilgamesh hoặc là Enkidu.

### Sử thi Gilgamesh
Vào thời kỳ Cựu Babylon (k. 1830 - k. 1531 trước Công nguyên), những câu chuyện về những chiến công huyền thoại của Gilgamesh đã được ghép nối thành một hoặc một số trường ca. Sử thi Gilgamesh, bản tường thuật đầy đủ nhất về những cuộc phiêu lưu của Gilgamesh và Enkidu, được biên soạn bằng tiếng Akkad trong thời kỳ Trung Babylon (k. 1600 - k. 1155 trước Công nguyên) bởi một kinh sư tên là Sîn-lēqi-uninni. Phiên bản hoàn chỉnh nhất còn tồn tại của Gilgamesh được ghi lại trên một bộ mười hai phiến đất sét có niên đại từ thế kỷ thứ bảy trước Công nguyên, được tìm thấy trong Thư viện của Ashurbanipal ở thủ đô Nineveh của Assyria. Sử thi chỉ còn lại ở dạng các mảnh vỡ, nhiều mảnh bị thiếu hoặc hư hỏng.  Một số học giả và dịch giả chọn bổ sung những phần còn thiếu của sử thi bằng tư liệu từ những bài thơ Sumer trước đó hoặc từ các phiên bản khác của Sử thi Gilgamesh được tìm thấy tại các địa điểm khác trên khắp Cận Đông.
Trong sử thi, Gilgamesh, vua của Uruk, là một bạo chúa đàn áp dân chúng, khiến họ phải cầu cứu sự giúp đỡ từ các vị thần. Nữ thần Aruru tạo ra Enkidu có sức mạnh ngang bằng với Gilgamesh từ đất sét và nước. Enkidu, phủ đầy lông lá và sống giữa thiên nhiên hoang dã cùng với các loài động vật. Một người thợ săn phát hiện ra Enkidu giúp thú vật thoát khỏi bẫy rập khiến ông ta không săn bắt được gì, nên đã cầu xin Thần mặt trời Utu/Shamash cử Shamhat, một kĩ nữ/nữ tu ở đền thờ, đến để thuần hóa Enkidu. Sau sáu ngày bảy đêm (hoặc hai tuần, theo các học giả gần đây) làm tình và dạy Enkidu cách sống khai hóa, nàng đưa Enkidu đến trại của người chăn cừu để học cách làm con người.
Sau khi biết về sự bạo ngược của Gilgamesh, Enkidu đã nổi giận và tới Uruk để thách đấu với Gilgamesh. Sau một trận chiến khốc liệt, Enkidu thừa nhận sức mạnh vượt trội của Gilgamesh và họ trở thành bạn bè.
Enkidu đồng hành cùng Gilgamesh trong những chuyến phiêu lưu. Họ cùng nhau đến Rừng tuyết tùng, giết quái vật Huwawa/Humbaba và chặt hạ cây tuyết tùng linh thiêng mà Enkidu dự định dùng để làm cổng đền thờ Enlil. Enkidu giúp Gilgamesh giết Gugalanna - Thiên ngưu, bò thần do nữ thần Innana/Ishtar cử tới để trả thù Gilgamesh. Enkidu ném một cái chân của con bò vào người Ishtar và mắng nhiếc nàng.
Các vị thần quyết định phán Enkidu tội chết vì đã giết chết Humbaba và Gugalanna. Enkidu mơ thấy những giấc mơ đáng sợ và dần dần trở nên ốm yếu. Chàng than rằng mình đã không chết như một người hùng giữa một trận chiến, rồi trút hơi thở cuối cùng. Gilgamesh ôm lấy xác chết của Enkidu trong suốt nhiều ngày, và sau đó tổ chức một đám tang lớn cho anh với những vinh dự cao cả nhất. Đau đớn trước cái chết của người bạn thân, Gilgamesh quyết định thực hiện một hành trình dài và nguy hiểm để khám phá bí mật của cuộc sống vĩnh cửu.

## Dẫn nguồn
1. ↑  "Enkidu as a bull-man is attacking a lion which is attacking a bull." in Hammade, Hamido; Hitchcock, Louise (1987). Cylinder seals from the collections of the Aleppo Museum, Syrian Arab Republic (bằng tiếng Anh). B.A.R. tr. 26. ISBN 9780860544296.
2. 1 2  Kalof, Linda (2007). Looking at Animals in Human History (bằng tiếng Anh). Reaktion Books. tr. 15. ISBN 9781861893345.
3. ↑  Ackerman, Susan (2005). When Heroes Love. Columbia University Press. ISBN 9780231507257. Truy cập ngày 27 tháng 3 năm 2015.
4. ↑  Sadownick, Douglas (ngày 7 tháng 4 năm 2012). The Romance of Gilgamesh. Truy cập ngày 27 tháng 3 năm 2015.
5. 1 2 3 4 5 6 7 8 9 10 11  Black & Green 1992, tr. 89.
6. ↑  Kramer 1961, tr. 30.
7. ↑  ETCSL 1.8.1.4
8. 1 2  Fontenrose 1980, tr. 173.
9. ↑  ETCSL 1.8.1.5
10. ↑  ETCSL 1.8.1.2
11. ↑  ETCSL 1.8.1.3
12. 1 2  Mark 2018.
13. 1 2  Rybka 2011, tr. 257–258.
14. ↑  Al-Rawi, F. N. H.; George, A. R. (2014). "Back to the Cedar Forest: The Beginning and End of Tablet V of the Standard Babylonian Epic of Gilgameš" (PDF). Journal of Cuneiform Studies. Quyển 66. tr. 69–90. doi:10.5615/jcunestud.66.2014.0069. JSTOR 10.5615/jcunestud.66.2014.0069.